# Sanktuarium Miłosierdzia Bożego w Świebodzinie

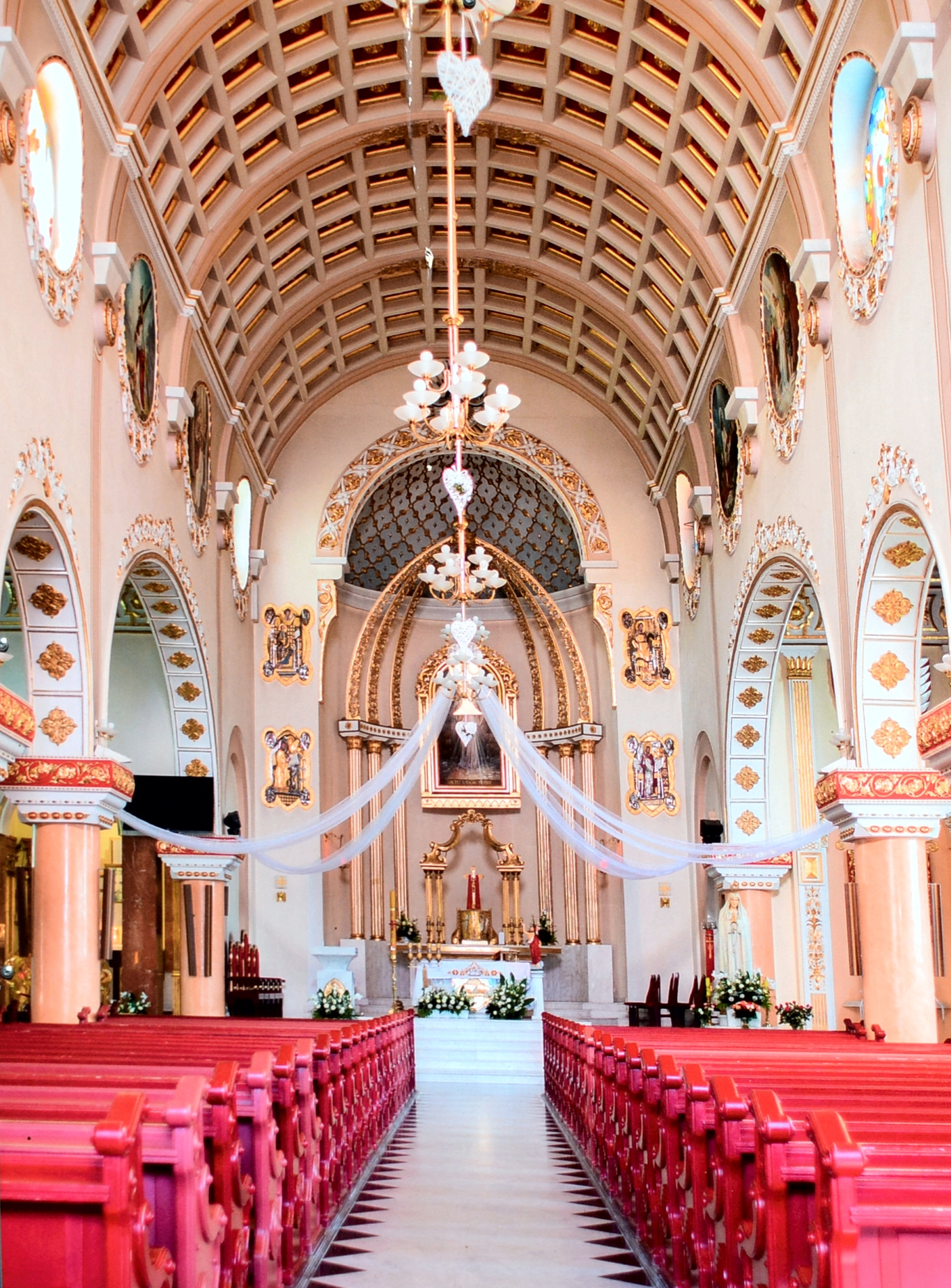
Wnętrze Sanktuarium

Sanktuarium Miłosierdzia Bożego w Świebodzinie – katolicka świątynia należąca do parafii Miłosierdzia Bożego w Świebodzinie, dekanatu Świebodzin – Miłosierdzia Bożego, diecezji zielonogórsko-gorzowskiej, metropolii szczecińsko-kamieńskiej, zlokalizowana w Świebodzinie. Jednono z jedenastu sanktuariów należących do diecezji zielonogórsko-gorzowskiej.

## Historia
Podczas wizytacji 27 listopada 1987 r. ks. bp dr Józef Michalik polecił ks. Sylwestrowi Zawadzkiemu – proboszczowi parafii M.B. Królowej Polski budowę kaplicy lub kościoła na os. Łużyckim w Świebodzinie. Podczas polowej mszy św. 16 kwietnia 1994 r. ks. bp dr Adam Dyczkowski poświęcił i wmurował kamień węgielny kościoła pw. Miłosierdzia Bożego. Wybudowany kościół poświęcił 20 grudnia 1998 r. ks. bp Paweł Socha, a 25 sierpnia 1999 r. ks. bp dr Adam Dyczkowski podpisuje dekret erekcji parafii pw. Miłosierdzia Bożego. Sanktuarium konsekrował 22 listopada 2008 r. ks. bp dr Stefan Regmunt. Inicjatorem powstania sanktuarium jest ks. prałat mgr Sylwester Zawadzki, także pomysłodawca i realizator budowy pomnika Chrystusa Króla w Świebodzinie. Obecnym kustoszem sanktuarium i proboszczem parafii jest ks. Mariusz Kołodziej.

### Historia kultu
Geneza kultu Miłosierdzia Bożego związane jest z objawieniem, jakie miała św. Faustyna, które otrzymała w celi płockiego klasztoru od Jezusa Chrystusa. Chrystus nakazał namalować obraz na Swoje podobieństwo i podpisać słowami „Jezu, ufam Tobie”. Później złożył obietnicę dla modlących się do Miłosierdzia Bożego – zwycięstwa nad nieprzyjaciółmi duszy oraz łaskę szczęśliwej śmierci. Warunkiem ma być czynienie miłosierdzia bliźnim: czynem, dobrym słowem lub modlitwą. Modlitwą przewodnią kultu jest Koronka do Miłosierdzia Bożego, odmawiana na paciorkach różańca. Nabożeństwem kultu Miłosierdzia Bożego jest Godzina Miłosierdzia Bożego, odprawiana w piątki od godz. 15-tej do 16-tej. Papież Jan Paweł II ustanowił czas odpustu na drugą niedzielę wielkanocną, zgodnie z nakazem objawienia.